# The Museum of Modern Art Wakayama
Das Museum of Modern Art in Wakayama (MOMAW, japanisch 和歌山県立近代美術館) ist ein Kunstmuseum in Wakayama, Japan. Es liegt in der Nähe des Wakayama Castle im Stadtteil Fukiage.

## Geschichte und Architektur
Das Museum wurde 1963 als Wakayama Prefectural Museum auf dem Gelände der Burg Wakayama gegründet und 1970 in ein modernes Kunstmuseum umgewandelt. Das neue Museumsgebäude wurde vom Architekten Kisho Kurokawa entworfen und zwischen 1990 und 1994 errichtet. Das Museum liegt in unmittelbarer Nähe der Burg Wakayama auf einer leichten Anhöhe. Die Überlappung der traditionellen Dachtraufen ist abstrahiert und soll die Symbiose von Tradition und Moderne verdeutlichen. Steintreppen, Gartenlaternen, plätschernde Bäche, eine Noh-Bühne und andere Außenstrukturen lassen eine traditionelle Bildsprache einfließen. Die Anlage wurde 1998 mit dem Preis für hervorragende öffentliche Architektur ausgezeichnet.

## Sammlung
Die Sammlung des Museums für Moderne Kunst Wakayama geht auf 83 Werke zurück, die vom Kunstmuseum der Präfektur Wakayama erworben wurden, das 1963 im Schloss Wakayama eröffnet wurde. Seitdem ist die Sammlung des Museums auf rund 13.000 Werke angewachsen (Stand 2020). Sie umfasst japanische Malerei, westliche Kunst, Skulpturen und Holzschnitte von der Meiji-Zeit bis heute und wird in Sonderausstellungen und Sammlungsgalerien präsentiert.
Die Präfektur Wakayama hat viele herausragende Künstler hervorgebracht, die die Geschichte der modernen Kunst in Japan geprägt haben, darunter Kawaguchi Kigai und Nonagase Banka. Seit seiner Eröffnung im Jahr 1970 hat das Museum Ausstellungen von Künstlern aus der Region Wakayama gezeigt und seine Sammlung um lokale Künstler erweitert darunter Hamaguchi Yōzō, Tanaka Kyōkichi und Onchi Kōshirō.
Seit etwa 1980 konzentriert sich das Museum auf die Sammlung und Präsentation moderner und zeitgenössischer Druckgrafik und besitzt heute eine der besten Sammlungen Japans. Im Bereich der ausländischen Druckgraphik umfasst die Sammlung Werke von Pablo Picasso und Odilon Redon. Darüber hinaus wurden im Rahmen der 1983 begonnenen Ausstellungsreihe „Kansai Artists Series“ Werke von Künstlern angekauft, die in den avantgardistischen Kunstbewegungen der Nachkriegszeit in der Region Kansai aktiv waren, darunter die Soudosha (1948; Keramik), die Pan Real Art Association (1948; japanische Malerei), die Demokrato Artists Association (1951; Gemälde und Druckgrafik) und die Gutai Art Association (1954; Malerei, Installationskunst). Seit 1989 sammelt das Museum auch Werke zeitgenössischer japanischer und ausländischer Künstler, darunter Mark Rothko, Frank Stella und George Segal. Das MOMAW organisiert regelmäßig Wechsel- und Sonderausstellungen, um verschiedene Teile seiner Sammlung zugänglich zu machen. Es bietet auch Bildungsprogramme, Seminare, Workshops und Konzerte an.